# Michele Di Pietro
Michele Di Pietro, italijanski rimskokatoliški duhovnik, škof in kardinal, * 18. januar 1747, Albano, † 2. julij 1821, Rim.

## Življenjepis
28. oktobra 1771 je prejel duhovniško posvečenje.
21. februarja 1794 je bil imenovan za naslovnega škofa Isauropolis in 24. februarja istega leta je prejel škofovsko posvečenje.
23. februarja 1801 je bil povzdignjen v kardinala in pectore.
9. avgusta 1802 je bil ponovno povzdignjen v kardinala in imenovan za kardinal-duhovnika Santa Maria in Via.
24. maja 1805 je bil imenovan za prefekta Kongregacije za propagando vere.
14. septembra 1808 je bil imenovan za uradnika Rimske kurije.
8. marca 1816 je bil imenovan za kardinal-škofa Albana in 29. maja 1820 še za škofa Porta e Santa Rufine.